# Eurobot
Der Eurobot ist eine internationale Meisterschaft, in der es darum geht, autonome Roboter zu konstruieren, die eine bestimmte, jedes Jahr wechselnde Aufgabe erfüllen. Die Teilnehmer kommen vor allem aus Europa, der Robotikwettbewerb ist jedoch für Teams aus aller Welt offen.

## Der Wettbewerb
Eurobot findet seit 1998 alljährlich statt. Bis 2004 wurde er in La Ferté-Bernard in Frankreich ausgetragen. Seit 2005 findet der Wettkampf an unterschiedlichen Orten statt.
Anders als beispielsweise beim RoboCup ist der Wettbewerb so gestaltet, dass Studenten und Amateure eine faire Chance gegen Universitätsteams aus Wissenschaftlern haben. 2004 beteiligten sich 250 Teams aus 21 Ländern.
Der Wettbewerb entstand aus der 1994 begonnenen französischen Meisterschaft Coupe de France de Robotique – diese existiert weiterhin als französische Qualifikationsrunde für Eurobot und hat ebenfalls mehr als 200 Teams.
Seit 2009 findet zusätzlich Eurobot Junior statt. Der Wettbewerb richtet sich an Schülerinnen und Schüler im Alter von 12 bis 18 Jahren. Im Gegensatz zur Eurobot sind die Eurobot-Junior-Hauptroboter nicht programmiert, sondern müssen drahtgesteuert sein.

## Teilnehmer
Am Eurobot nehmen vor allem Studierende technischer Fachrichtungen, vor allem der Mechatronik, des Maschinenbaus, der Elektrotechnik und der Informatik bzw. Technischen Informatik teil. Die Teilnehmer arbeiten in Teams von mindestens zwei Personen zusammen und dürfen maximal 30 Jahre alt sein. Lediglich ein Betreuer darf diese Altersgrenze überschreiten.

## Ziele
Ziel des Eurobot und seiner nationalen Vorausscheidungen ist es, jungen Leuten eine Plattform zu bieten, in der sie spielerisch technische Ideen ausprobieren können. Statt Konkurrenz stehen daher eher technische Spielerei, technische und kulturelle Bereicherung, Kreativität und Fair-Play im Vordergrund. Durch die jährlich wechselnde Aufgabenstellung bietet der Wettbewerb die Gelegenheit, das im Studium theoretisch erworbene Wissen praktisch anzuwenden.
Die Stimmung während des Eurobots ähnelt mehr einem Robotikfestival als einem strengen Wettbewerb. So trifft man insbesondere bei den französischen Teams auf etliche phantasievoll gestaltete Maskottchen, die während der Wettkämpfe das Publikum anheizen. Im Allgemeinen wird zum Schluss des Wettbewerbs ein großes Fest für die Teilnehmer und ihre Fans organisiert.

## Einzugsbereich
Der Eurobot findet in Europa statt, er ist aber offen für alle Nationen. Die Länder, aus denen mehr als drei Teams teilnehmen wollen, müssen eine nationale Vorentscheidung organisieren, um die drei Teams zu bestimmen, die beim internationalen Wettbewerb teilnehmen werden. Aber auch multinationale Teams sind willkommen. Die Organisation der nationalen Vorentscheide und des internationalen Wettbewerbs basiert fast vollständig auf dem Engagement ehrenamtlicher Helfer. Sie sind häufig ehemalige Teilnehmer, aber auch andere Roboter-interessierte Menschen unterstützen den Eurobot tatkräftig.

## Thematik
Anders als zum Beispiel beim RoboCup ändert sich das Thema des Wettbewerbs jedes Jahr, um die neuen Teams nicht zu benachteiligen und jene die bereits teilgenommen haben, eine neue Herausforderung zu bieten. Einige Eckdaten werden jedoch nicht verändert: die Spiele dauern genau 100 Sekunden (früher 90 Sekunden), die Roboter dürfen eine vorher festgelegte Größe nicht überschreiten und das Spielfeld wird in der Regel nicht größer als eine Fläche von 3 × 2,1 Metern. In einer Runde treten immer zwei Teams gegeneinander an.

## Austragungsort und Spielregeln
| Jahr | Austragungsort    | Spielregeln         |
| ---- | ----------------- | ------------------- |
| 1998 | La Ferté-Bernard  | Fußball             |
| 1999 | La Ferté-Bernard  | Burgen und Türme    |
| 2000 | La Ferté-Bernard  | Jahrmarkt           |
| 2001 | La Ferté-Bernard  | Weltraum Odyssee    |
| 2002 | La Ferté-Bernard  | Räumliches Billard  |
| 2003 | La Ferté-Bernard  | Kopf oder Zahl      |
| 2004 | La Ferté-Bernard  | Coconut Rugby       |
| 2005 | Yverdon-les-Bains | Kegeln              |
| 2006 | Catania           | Golf                |
| 2007 | La Ferté-Bernard  | Müll Recycling      |
| 2008 | Heidelberg        | Mission to Mars     |
| 2009 | La Ferté-Bernard  | Temples of Atlantis |
| 2010 | Rapperswil-Jona   | Feed the World      |
| 2011 | Astrachan         | Chess'up!           |
| 2012 | La Ferté-Bernard  | Treasure Island     |
| 2013 | La Ferté-Bernard  | Happy Birthday !    |
| 2014 | Dresden           | Prehistobot         |
| 2015 | Yverdon-les-Bains | Robomovies          |

## Teams in Deutschland
| Team                      | Herkunft              |
| ------------------------- | --------------------- |
| Roboterclub Aachen e.V.   | Aachen                |
| TURAG e.V.                | Dresden               |
| Green Birds               | Ludwigshafen am Rhein |
| RobOtter Club Hamburg     | Hamburg               |
| M.A.M.U.T. Robotics       | Gießen                |
| Measure, Analyze, Improve | Markt Indersdorf      |

Basierend auf den zuletzt teilgenommenen Teams.

## Ehemalige Teams in Deutschland
| Team                  | Herkunft     |
| --------------------- | ------------ |
| Leobots               | Leipzig      |
| ÃT[n]OS               | München      |
| HeidelBot             | Heidelberg   |
| Uni Heidelberg        | Heidelberg   |
| The Rockys            | Rockenhausen |
| Uni. Saarland Eurobot | Saarbrücken  |
| ROBOtAS               | Stuttgart    |
| DROF                  | Dresden      |